# Missing (canción de Evanescence)
«Missing» es una canción de la banda Evanescence. Es la última canción de su álbum en vivo, Anywhere but Home y también puede ser escuchada durante los créditos.
La primera versión de esta canción es parte de los demos del 2001-2002. Luego, fue regrabada para su primer álbum de estudio, Fallen, pero al no ser incluida fue lanzada como un B-Side en la versión australiana del sencillo "Bring Me to Life". Ambas versiones tienen las mismas líricas, lo único que varía es el tiempo y la instrumentación.
"Missing" fue lanzado internacionalmente como un sencillo promocional para radio en Australia, Europa, Israel y Sudamérica junto con el lanzamiento de Anywhere but Home.
En las listas de éxitos destaca el número 1 conseguido en la lista de los 40 principales (España) en 2005. Al parecer no cuenta con videoclip alguno a pesar de lo bueno de la música sobre todo de la melodía romántica poco común de la banda y es igualmente otro de los pocos de este estilo junto con My immortal, sencillo promocionado y lanzado con anterioridad. Fue promocionada como la segunda balada debut de la banda.
La letra habla sobre sentirse poco y no sentirse valorado por nadie

## Sencillo
El sencillo es promocional para radio y sólo contiene un track:
1. «Missing» 4:16

También se lanzaron otras versiones las cuales contenían la pista en versión editada:
1. «Missing» (radio edit) 3:03

Este tema cuenta con una versión demo, la cual fue integrada en el CD hecho por fanes Not For Your Ears
1. «Missing» (Demo 2001-2002) 3:26

## Tablas
| Tablas (2004/2005)        | Posición máxima |
| ------------------------- | --------------- |
| Argentina Top 40 Singles  | 7(x5)           |
| Brasil Top 20 Singles     | 9(x9)           |
| Chile Top 20 Singles      | 9(x6)           |
| España Los 40 Principales | 1(x23)          |
| Taiwán Top 10 Singles     | 9(x3)           |